# 阿默蘭島
阿默蘭島（荷蘭語：Ameland，指市镇时仅译作阿默蘭）是荷蘭的島嶼，位於斯希蒙尼克島以西的北海，屬於西弗里西亞群島的一部分，由菲士蘭省負責管轄，西面有泰爾斯海靈島，該島在約10,000年前形成，長22公里、寬5公里，面積60.02平方公里，2005年人口3,513。

## 画廊

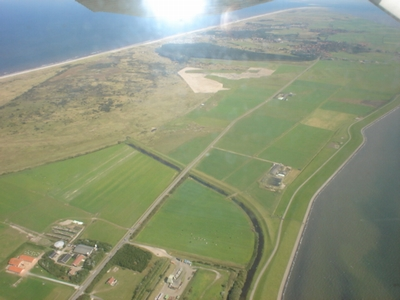
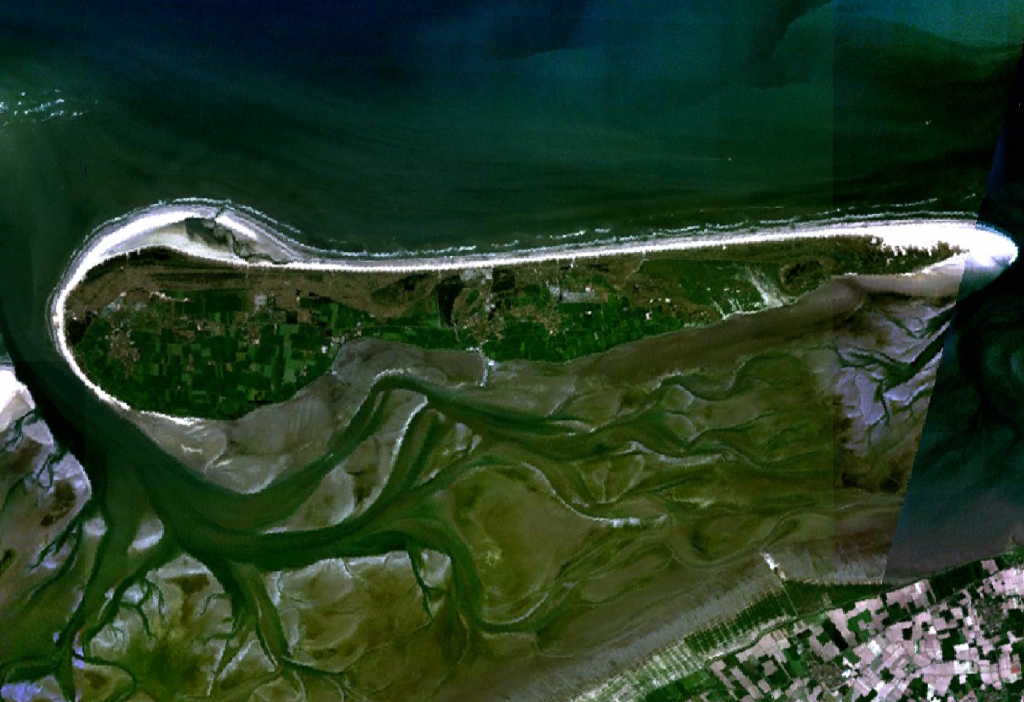
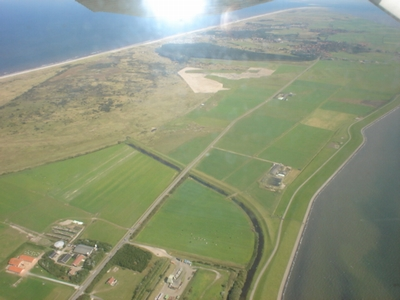

## 外部連結
- Website in Dutch （页面存档备份，存于）
- News of the island （页面存档备份，存于）
- Website of the island （页面存档备份，存于）